# 이호노쇼촌
이호노쇼촌(伊保庄村)은 야마구치현 구마게군에 설치되었던 촌이다. 현재의 야나이시에 해당한다.